# 短穗花山矾
短穗花山矾（学名：Symplocos divaricativena），为山矾科山矾属下的一个植物种。